# تری براون (مدیر فوتبال)
تری براون (انگلیسی: Terry Brown؛ زادهٔ ۵ اوت ۱۹۵۲) بازیکن فوتبال اهل بریتانیا است.
از باشگاه‌هایی که در آن بازی کرده‌است می‌توان به باشگاه فوتبال سلو تاون و باشگاه فوتبال ساتون یونایتد اشاره کرد.